# Festivalbar
Le Festivalbar est un festival de chansons italiennes, créé en 1964 en Italie et ayant été arrêté en 2007. 

## Chanteurs lauréats
- 1964 : Bobby Solo - Credi a me
- 1965 : Petula Clark - Ciao ciao
- 1966 : Caterina Caselli  - Perdono
- 1967 : Rocky Roberts - Stasera mi butto
- 1968 : Salvatore Adamo - Affida una lacrima al vento
- 1969 : Lucio Battisti - Acqua azzurra acqua chiara
- 1970 : Lucio Battisti - Fiori rosa fiori di pesco
- 1971 : Demis Roussos - We Shall Dance
- 1972 : Mia Martini - Piccolo uomo
- 1973 : Mia Martini - Minuetto; Marcella - Io domani
- 1974 : Claudio Baglioni - E tu
- 1975 : Drupi - Due; Gloria Gaynor - Reach out (I'll be there)
- 1976 : Gianni Bella - Non si può morire dentro
- 1977 : Umberto Tozzi - Ti amo
- 1978 : Alunni del Sole - Liù; Kate Bush - Wuthering Heights
- 1979 : Alan Sorrenti - Tu sei l'unica donna per me
- 1980 : Miguel Bosé - Olympic Games
- 1981 : Donatella Rettore - Donatella
- 1982 : Miguel Bosé - Bravi ragazzi Loredana Bertè - Non sono una signora; Ron - Guarda chi si vede
- 1983 : Vasco Rossi - Bollicine
- 1984 : Gianna Nannini - Fotoromanza
- 1985 : Righeira - L'estate sta finendo
- 1986 : Tracy Spencer - Run To Me
- 1987 : Spagna - Dance Dance Dance
- 1988 : Scialpi e Scarlett - Pregherei
- 1989 : Raf - Ti pretendo
- 1990 : Francesco Baccini e Ladri di Biciclette - Sotto questo sole
- 1991 : Gino Paoli - Quattro amici
- 1992 : Luca Carboni - Mare mare
- 1993 : Raf - Il battito animale
- 1994 : Umberto Tozzi - Io muoio di te
- 1995 : 883 (groupe) - Tieni il tempo
- 1996 : Eros Ramazzotti - Più bella cosa
- 1997 : Pino Daniele - Che male c'è
- 1998 : Vasco Rossi - Io no
- 1999 : Jovanotti - Un raggio di sole
- 2000 : Lunapop - Qualcosa di grande
- 2001 : Vasco Rossi - Ti prendo e ti porto via
- 2002 : Ligabue - Tutti vogliono viaggiare in prima
- 2003 : Eros Ramazzotti - Un'emozione per sempre
- 2004 : Zucchero - Il grande Baboomba
- 2005 : Nek - Lascia che io sia
- 2006 : Ligabue - Happy Hour
- 2007 : Negramaro - Parlami D'Amore

## Meilleurs albums
- 1986 : Eros Ramazzotti - Nuovi eroi
- 1987 : Zucchero - Blue's
- 1988 : Tullio De Piscopo - Bello carico
- 1989 : Edoardo Bennato - Abbi dubbi
- 1990 : Eros Ramazzotti - In ogni senso
- 1991 : Marco Masini - Malinconoia
- 1992 : Roberto Vecchioni - Camper
- 1993 : 883 (groupe) - Nord Sud Ovest Est
- 1994 : Miguel Bosé - Sotto il segno di Caino
- 1995 : Zucchero - Spirito DiVino
- 1996 : Eros Ramazzotti - Dove c'è musica
- 1997 : Pino Daniele - Dimmi cosa succede sulla terra
- 1998 : Vasco Rossi - Canzoni per me
- 1999 : Jovanotti - Capo Horn
- 2000 : Ligabue - Miss Mondo
- 2001 : Raf - Iperbole
- 2002 : Zucchero - Shake
- 2003 : Eros Ramazzotti - 9
- 2004 : Biagio Antonacci - Convivendo parte I
- 2006 : Gianna Nannini - Grazie
- 2007 : Biagio Antonacci - Vicky Love